# Dorfkirche Kirch Grubenhagen

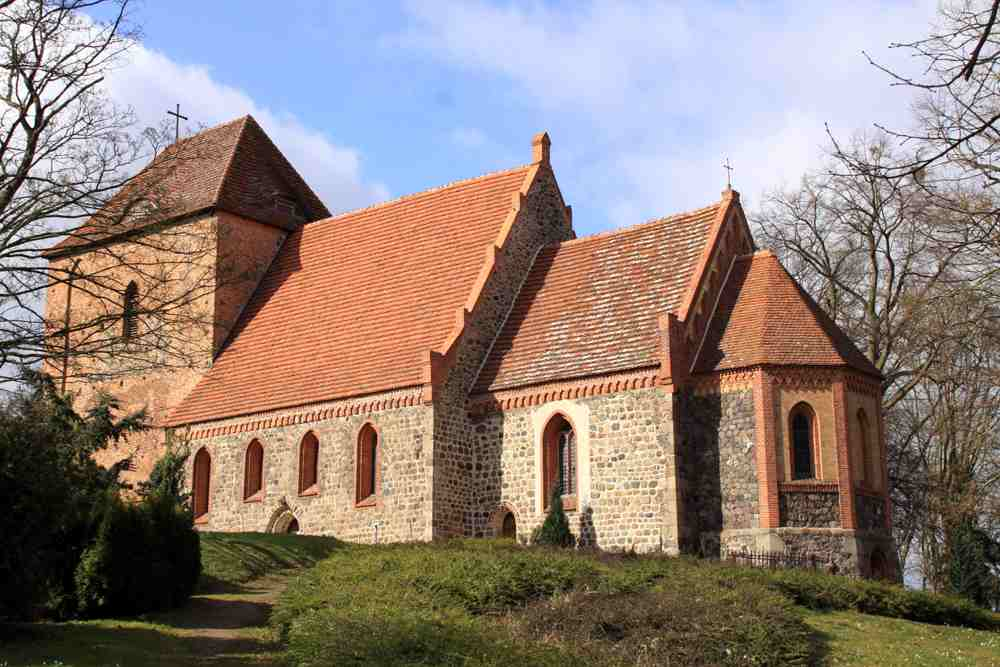
Dorfkirche in Kirch Grubenhagen

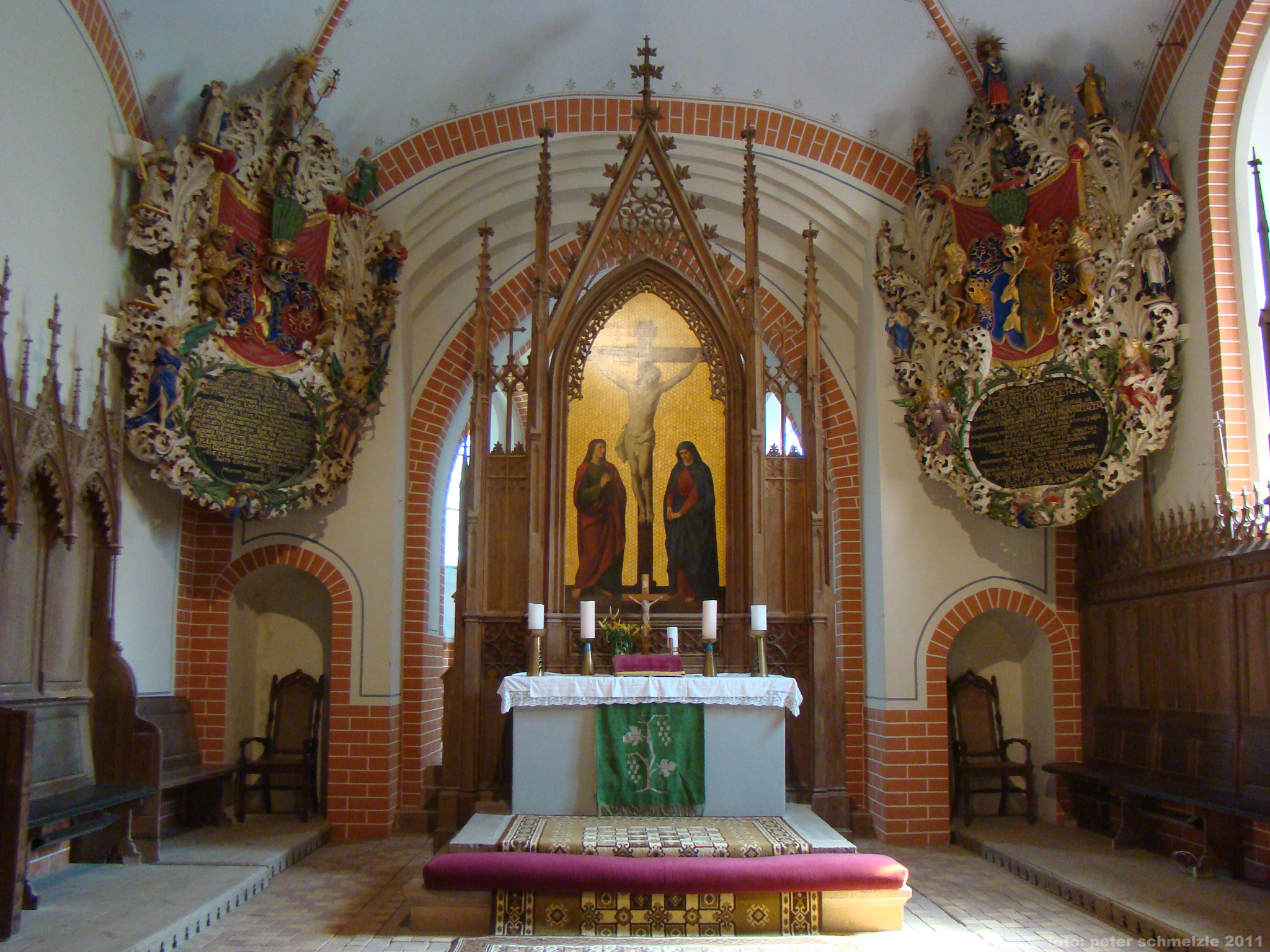
Chor mit Altar und Moltzan-Epitaphen

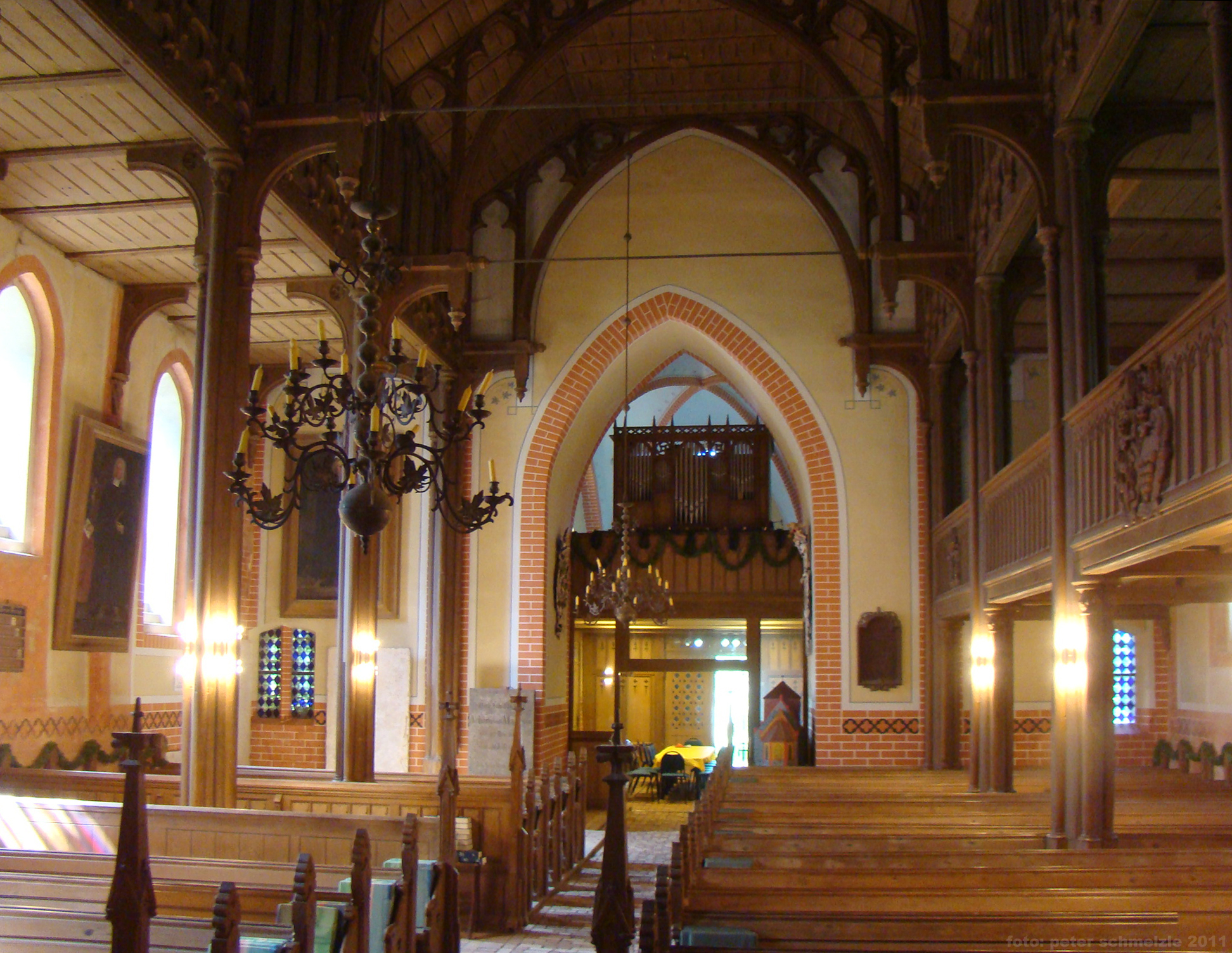
Blick durch das Langhaus

Die Dorfkirche in Kirch Grubenhagen, einem Ortsteil von Vollrathsruhe im Landkreis Mecklenburgische Seenplatte in Mecklenburg-Vorpommern, geht im Kern auf die erste Hälfte des 13. Jahrhunderts zurück. Sie gehört zur Propstei Neustrelitz der Evangelisch-Lutherischen Kirche in Norddeutschland (Nordkirche).

## Beschreibung
Bei der Kirche handelt es sich um einen rechteckigen Feldsteinbau mit eingezogenem rechteckigem Chor mit Kreuzrippengewölbe aus Kalktuff, der schon früh einen Westturm besaß, dessen Turmhalle ebenfalls ein Kreuzrippengewölbe, hier allerdings aus Backstein, aufweist. 1861 wurde die Kirche durch Karl von Maltzahn umfassend saniert, dabei wurden die dreiseitige Apsis angebaut und die Holzdecke mit ihrem der englischen Gusseisenarchitektur nachempfundenen Strebewerk eingezogen, das dem Langhaus im Inneren den Anschein einer dreischiffigen Basilika gibt.
Die geschnitzte Kanzel, die auf einer Mosesfigur ruht und an der Brüstung Evangelistenreliefs zeigt, wurde 1707 von Johann Vieregge aus Rostock geschaffen. Der neogotische Altaraufsatz, mit dem Gemälde einer Kreuzigungsdarstellung von August Theodor Kaselowsky und weitere Teile der Ausstattung, darunter die Patronatsloge und die Lütkemüller-Orgel, stammen aus dem Jahre 1861. Lütkemüller verwendete beim Bau der Orgel ältere Metallpfeifen, vermutlich aus der Vorgängerorgel von David Baumann (1728). Im Register Principal 8’ sind alte Prospektpfeifen wiederverwendet worden.
Die Kirche wurde von 1999 bis 2002 umfassend saniert. Dabei wurden das Dach neu gedeckt, die Außenwände verfugt, der Turm stabilisiert und der Innenraum instand gesetzt. 2004 wurde auch das Dreiergeläut, das die Kirche 1961 erhalten hatte, restauriert. Die ursprünglichen Glocken wurden im Ersten Weltkrieg der Rüstung zugeführt.
In der Turmhalle erinnert ein Grabstein an Karl Freiherr von Maltzahn, u. a. Landstallmeister des Landgestüts Redefin sowie Mitbegründer des Galopprennsports und der Vollblutzucht in Deutschland. Auf dem umliegenden Friedhof gibt es mehrere Grabstellen der Familie von Maltzan/Maltzahn.

## Epitaphe
Den Chor der Kirche dominieren die in den Ecken angebrachten großformatigen, farbig gefassten Epitaphe für zwei verstorbene Herren von Maltzahn mit geschnitztem Akanthuswerk und sonstigem Wappen- und Figurenschmuck. Das Epitaph für Adolf Friedrich von Moltzan (* 1622 in Grubenhagen; † 1697 in Wien) zeigt im Mittelfeld das Familienwappen mit Löwen als Schildhaltern und umgeben von sechs allegorischen Figuren der Tugenden: Fortitudo, Spes, Caritas, Fides, Justitia und Sapientia. Das Epitaph für seinen Schwiegersohn Vollrath Levin von Moltzan (1626–1700) ist ähnlich, hat aber Apostelfiguren anstelle der Tugenden. Beide enthalten eine lateinische Inschrifttafel.

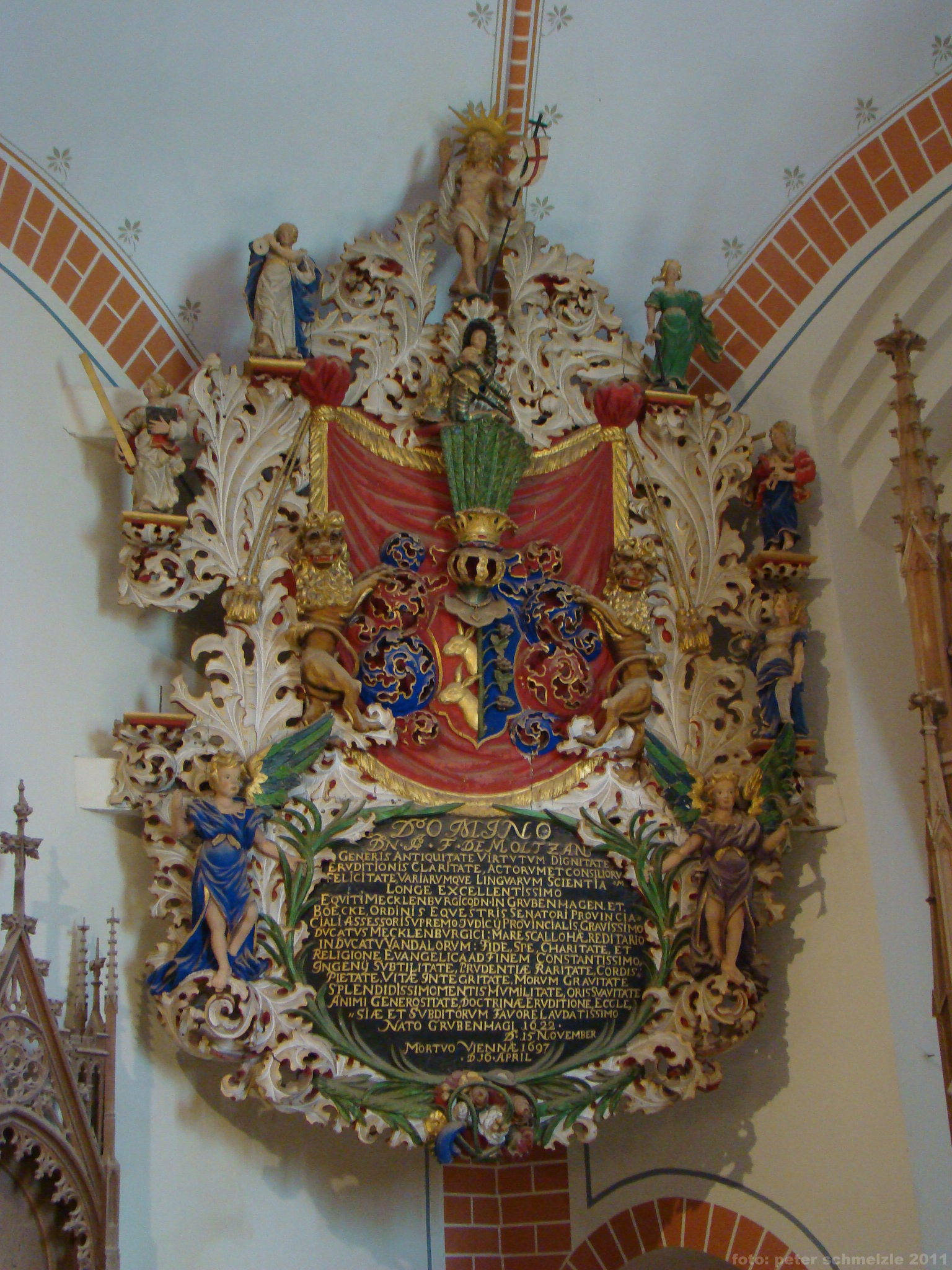
Epitaph für Adolf Friedrich von Maltzahn
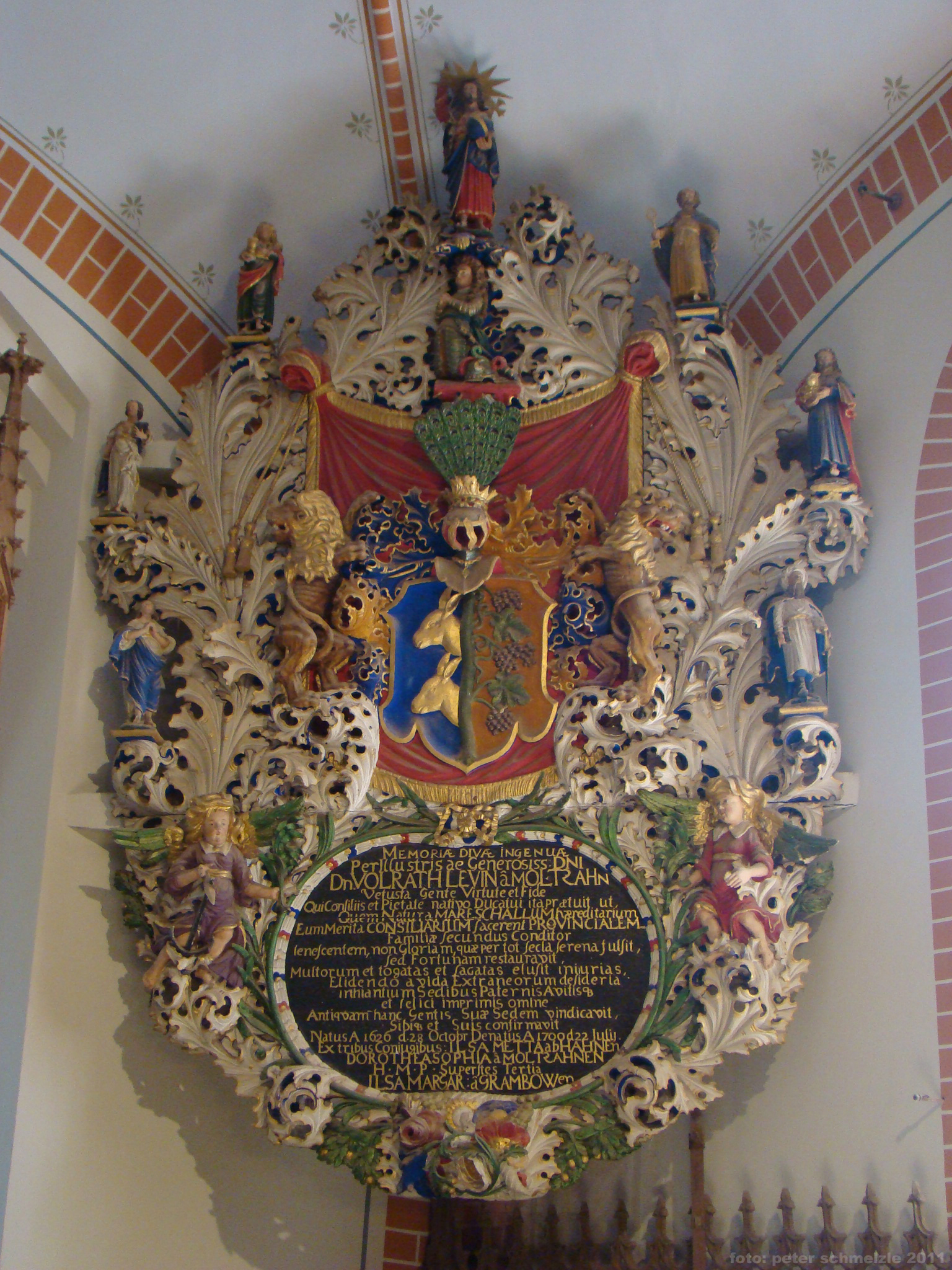
Epitaph für Vollrath Levin von Maltzahn